# Liste der Bodendenkmäler in Marklkofen
Auf dieser Seite sind die Bodendenkmäler in der niederbayerischen Gemeinde Marklkofen zusammengestellt. Diese Tabelle ist eine Teilliste der Liste der Bodendenkmäler in Bayern. Grundlage ist die Bayerische Denkmalliste, die auf Basis des Bayerischen Denkmalschutzgesetzes vom 1. Oktober 1973 erstmals erstellt wurde und seither durch das Bayerische Landesamt für Denkmalpflege geführt wird. Die folgenden Angaben ersetzen nicht die rechtsverbindliche Auskunft der Denkmalschutzbehörde.

## Bodendenkmäler der Gemeinde Marklkofen

### Bodendenkmäler in der Gemarkung Frontenhausen
| Lage                     | Objekt | Akten-Nr.     | Bild |
| ------------------------ | --- | ------------- | ---- |
| Frontenhausen (Standort) | Siedlung allgemein vorgeschichtlicher und neolithischer Zeitstellung, unter anderem der Münchshöfener und Altheimer Gruppe sowie der Bronzezeit, Urnenfelder- und Latènezeit. | D-2-7441-0008 |      |

### Bodendenkmäler in der Gemarkung Griesbach
| Lage                 | Objekt                                     | Akten-Nr.     | Bild |
| -------------------- | ------------------------------------------ | ------------- | ---- |
| Griesbach (Standort) | Grabhügel vorgeschichtlicher Zeitstellung. | D-2-7441-0028 |      |
| Griesbach (Standort) | Grabhügel vorgeschichtlicher Zeitstellung. | D-2-7441-0029 |      |

### Bodendenkmäler in der Gemarkung Marklkofen
| Lage                  | Objekt | Akten-Nr.     | Bild |
| --------------------- | --- | ------------- | ---- |
| Marklkofen (Standort) | Siedlung der Münchshöfener Gruppe und der Latènezeit. | D-2-7441-0010 |      |
| Marklkofen (Standort) | Siedlung der Münchshöfener Gruppe. | D-2-7441-0011 |      |
| Marklkofen (Standort) | Siedlung der Gruppe Oberlauterbach und der Münchshöfener Gruppe. | D-2-7441-0012 |      |
| Marklkofen (Standort) | Siedlung der Stichbandkeramik, der Hallstatt- und Latènezeit. | D-2-7441-0013 |      |
| Marklkofen (Standort) | Siedlung vorgeschichtlicher Zeitstellung, unter anderem der Stichbandkeramik, der mittleren Bronzezeit und der Urnenfelderzeit sowie des frühen Mittelalters. | D-2-7441-0018 |      |
| Marklkofen (Standort) | Siedlung vorgeschichtlicher und neolithischer Zeitstellung, unter anderem der Stichbandkeramik, der Gruppe Oberlauterbach, der Münchshöfener Gruppe, der Bronzezeit oder Urnenfelderzeit und der Latènezeit. | D-2-7441-0019 |      |
| Marklkofen (Standort) | Siedlung der späten Bronzezeit, der Urnenfelder- und der frühen Latènezeit. | D-2-7441-0020 |      |
| Marklkofen (Standort) | Siedlung des Neolithikums. | D-2-7441-0021 |      |
| Marklkofen (Standort) | Siedlung der Linearbandkeramik, des Mittelneolithikums, der Münchshöfener Gruppe und der Bronzezeit sowie verebnete Grabhügel vorgeschichtlicher Zeitstellung. | D-2-7441-0022 |      |
| Marklkofen (Standort) | Verebnete Grabhügel vorgeschichtlicher Zeitstellung. | D-2-7441-0087 |      |
| Marklkofen (Standort) | Siedlung vor- und frühgeschichtlicher Zeitstellung. | D-2-7441-0088 |      |
| Marklkofen (Standort) | Siedlung vor- und frühgeschichtlicher Zeitstellung. | D-2-7441-0089 |      |
| Marklkofen (Standort) | Weitgehend verebneter Turmhügel des Mittelalters. Siehe auch: Turmhügel Marklkofen | D-2-7441-0090 |      |
| Marklkofen (Standort) | Untertägige Befunde des Mittelalters und der frühen Neuzeit im Bereich der Katholischen Pfarrkirche Mariä Himmelfahrt mit zugehörigem, ummauerten Friedhof in Marklkofen, darunter die Spuren von Vorgängerbauten bzw. älteren Bauphasen. Bestattungsplatz vor- und frühgeschichtlicher bzw. frühmittelalterlicher (karolingisch-ottonischer) Zeitstellung. Siedlung der späten Latènezeit und der römischen Kaiserzeit. Siehe auch: Mariä Himmelfahrt (Marklkofen) | D-2-7441-0136 |      |
| Marklkofen (Standort) | Siedlung vorgeschichtlicher, unter anderem metallzeitlicher Zeitstellung. | D-2-7441-0148 |      |
| Marklkofen (Standort) | Siedlung vorgeschichtlicher Zeitstellung, unter anderem der Münchshöfener Gruppe und der Urnenfelderzeit. | D-2-7441-0149 |      |
| Marklkofen (Standort) | Untertägige Befunde des Mittelalters und der frühen Neuzeit im Bereich der Katholischen Kirche St. Johannes der Täufer in Johannisschwimmbach, darunter die Spuren von Vorgängerbauten bzw. älteren Bauphasen. Siehe auch: St. Johannes der Täufer (Johannisschwimmbach) | D-2-7441-0191 |      |
| Marklkofen (Standort) | Untertägige Befunde des Mittelalters und der frühen Neuzeit im Bereich der Katholischen Kirche St. Ulrich in Ulrichschwimmbach, darunter die Spuren von Vorgängerbauten bzw. älteren Bauphasen. Siehe auch: St. Ulrich (Ulrichschwimmbach) | D-2-7441-0193 |      |
| Marklkofen (Standort) | Verebneter und zum Teil überbauter Wasserburgstall des Mittelalters. Siehe auch: Burgstall Marklkofen I | D-2-7441-0241 |      |
| Marklkofen (Standort) | Verebneter Wasserburgstall des Mittelalters. Siehe auch: Burgstall Marklkofen II | D-2-7441-0242 |      |
| Marklkofen (Standort) | Untertägige Befunde des Mittelalters und der frühen Neuzeit im Bereich eines abgegangenen Adelssitzes in Marklkofen. Siehe auch: Schloss Marklkofen | D-2-7441-0247 |      |

### Bodendenkmäler in der Gemarkung Poxau
| Lage             | Objekt | Akten-Nr.     | Bild |
| ---------------- | --- | ------------- | ---- |
| Poxau (Standort) | Verebneter Wasserburgstall des Mittelalters. Siehe auch: Burgstall bei Marklkofen | D-2-7441-0009 |      |
| Poxau (Standort) | Turmhügel des Mittelalters. Erdstall mittelalterlich-frühneuzeitlicher Zeitstellung. Untertägige Befunde der frühen Neuzeit im Bereich der Kalvarienbergkapelle Schmerzhafte Mutter Gottes in Poxau, darunter die Spuren von Vorgängerbauten bzw. älteren Bauphasen. Siehe auch: Turmhügel Poxau | D-2-7441-0023 |      |
| Poxau (Standort) | Verebnete vorgeschichtliche Grabhügel und Siedlung vor- und frühgeschichtlicher Zeitstellung. | D-2-7441-0024 |      |
| Poxau (Standort) | Siedlung des Neolithikums, der Bronzezeit und der Urnenfelderzeit. | D-2-7441-0071 |      |
| Poxau (Standort) | Siedlung der Bronzezeit und Latènezeit. | D-2-7441-0091 |      |
| Poxau (Standort) | Verebnete Grabhügel vorgeschichtlicher Zeitstellung. | D-2-7441-0092 |      |
| Poxau (Standort) | Altweg des Mittelalters, wohl zu einem verebneten Wasserburgstall führend. | D-2-7441-0093 |      |
| Poxau (Standort) | Verebnete vorgeschichtliche Grabhügel mit Kreisgräben bzw. Siedlung vor- und frühgeschichtlicher Zeitstellung. | D-2-7441-0095 |      |
| Poxau (Standort) | Siedlung und verebnete Abschnittsbefestigung vor- und frühgeschichtlicher, unter anderem neolithischer (Altheimer Gruppe), sowie mittelalterlich-frühneuzeitlicher Zeitstellung. Siehe auch: Abschnittsbefestigung Haimerlberg                                                                   | D-2-7441-0137 |      |
| Poxau (Standort) | Siedlung des hohen bis späten Mittelalters bzw. der frühen Neuzeit. | D-2-7441-0172 |      |
| Poxau (Standort) | Untertägige Befunde der frühen Neuzeit im Bereich der Wüstung Klosbach. | D-2-7441-0180 |      |
| Poxau (Standort) | Untertägige Befunde der frühen Neuzeit im Bereich der Katholischen Kirche St. Peter in Aiglkofen, darunter die Spuren von Vorgängerbauten bzw. älteren Bauphasen. Siehe auch: St. Peter (Aiglkofen)                                                                                              | D-2-7441-0187 |      |
| Poxau (Standort) | Untertägige Befunde des Mittelalters und der frühen Neuzeit im Bereich des ehemaligen Schlosses Poxau mit zugehöriger ehemalige Schlosskapelle St. Karl Borromäus, darunter die Spuren von Vorgängerbauten bzw. älteren Bauphasen. Siehe auch: Schloss Poxau                                     | D-2-7441-0245 |      |
| Poxau (Standort) | Untertägige Befunde des Mittelalters und der frühen Neuzeit im Bereich der Katholischen Kirche St. Georg und Martin in Poxau, darunter die Spuren von Vorgängerbauten bzw. älteren Bauphasen. Siehe auch: St. Georg und Martin (Poxau)                                                           | D-2-7441-0246 |      |

### Bodendenkmäler in der Gemarkung Reith
| Lage             | Objekt | Akten-Nr.     | Bild |
| ---------------- | --- | ------------- | ---- |
| Reith (Standort) | Siedlung vor- und frühgeschichtlicher Zeitstellung. | D-2-7441-0015 |      |
| Reith (Standort) | Ebenerdiger Ansitz des Mittelalters. Siehe auch: Burgstall Schlossberg (Marklkofen) | D-2-7441-0016 |      |
| Reith (Standort) | Ebenerdiger Ansitz des Mittelalters. Siehe auch: Burgstall Hackl | D-2-7441-0017 |      |
| Reith (Standort) | Verebneter Turmhügel des Mittelalters. Siehe auch: Turmhügel Weiher (Marklkofen) | D-2-7441-0031 |      |
| Reith (Standort) | Siedlung vor- und frühgeschichtlicher Zeitstellung. | D-2-7441-0096 |      |
| Reith (Standort) | Siedlung vor- und frühgeschichtlicher Zeitstellung. | D-2-7441-0097 |      |
| Reith (Standort) | Siedlung vor- und frühgeschichtlicher Zeitstellung. | D-2-7441-0098 |      |
| Reith (Standort) | Siedlung vor- und frühgeschichtlicher Zeitstellung. | D-2-7441-0099 |      |
| Reith (Standort) | Untertägige Befunde des Mittelalters und der frühen Neuzeit im Bereich der Katholischen Wallfahrtskirche St. Leonhard in Aunkofen, darunter die Spuren von Vorgängerbauten bzw. älteren Bauphasen. Siehe auch: St. Leonhard (Aunkofen) | D-2-7441-0189 |      |

### Bodendenkmäler in der Gemarkung Steinberg
| Lage                 | Objekt | Akten-Nr.     | Bild |
| -------------------- | --- | ------------- | ---- |
| Steinberg (Standort) | Siedlung vor- und frühgeschichtlicher Zeitstellung. | D-2-7441-0026 |      |
| Steinberg (Standort) | Verebneter Turmhügel des Mittelalters. Siehe auch: Turmhügel Freinberg | D-2-7441-0100 |      |
| Steinberg (Standort) | Untertägige Befunde des Mittelalters und der frühen Neuzeit im Bereich von Schloss Warth mit zugehöriger, abgegangener Schlosskapelle St. Anna, darunter die Spuren von Vorgängerbauten bzw. älteren Bauphasen. Siehe auch: Schloss Warth                                             | D-2-7441-0101 |      |
| Steinberg (Standort) | Siedlung vor- und frühgeschichtlicher bzw. mittelalterlich-frühneuzeitlicher Zeitstellung sowie verebneter Burgstall des Mittelalters. | D-2-7441-0102 |      |
| Steinberg (Standort) | Untertägige Befunde des Mittelalters und der frühen Neuzeit im Bereich der Katholischen Pfarrkirche Mariä Himmelfahrt mit zugehörigem, aufgelassenen Friedhof in Steinberg, darunter die Spuren von Vorgängerbauten bzw. älteren Bauphasen. Siehe auch: Mariä Himmelfahrt (Steinberg) | D-2-7441-0195 |      |